# Toyota Picnic
Toyota Picnic — автомобиль японской компании Toyota, разработанный на базе Toyota Carina, являющийся Европейской, леворульной версией  Toyota Ipsum. Представляет собой 5-дверный минивэн с двумя-тремя рядами кресел и вместительностью 4-7 пассажиров.
Довольно большой многофункциональный салон и конструкция сидений делают эту машину подходящей для семейных поездок.
В конце 1996 года Toyota Picnic дебютировала в Европе. С начала производства она имела только один 2-литровый двигатель мощностью 128 л.с. (94 кВт). В 1999 году линейка автомобилей была пополнена дизельным 2,2-литровым двигателем мощностью 90 л.с. (66 кВт).
Toyota Picnic имеет 4-7 сидений в зависимости от комплектации и пожелания владельца. Сидения располагаются в три ряда (2, 2-3, 2), причём последние два можно изъять расширив тем самым объём багажника. Когда установлены сидения третьего ряда, полезный объём багажника сокращается до 180 литров. Без сидений третьего ряда объём багажника возрастает до 580 литров.
Безопасность водителя и пассажиров, оцененную довольно высоко (четыре балла из пяти возможных), обеспечивают две подушки безопасности и система АБС — лучшие на момент начала производства. По качеству сборки Toyota Picnic явился одной из лучших машин фирмы Toyota.
Несмотря на то, что автомобиль не отличается изысканностью и красотой форм, только в 1999 году в Германии было продано 4000 автомобилей. К моменту снятия с производства, Picnic производился уже почти полных пять лет. Нишу, занимаемую Toyota Picnic заняла следующая модель Toyota Verso.  Азиатский аналог обеих моделей - Toyota Ipsum. Гамма силовых агрегатов состояла из бензиновых моторов объёмом 2,0 и 2,4 литра, а также двухлитрового турбодизеля.

## Схожие по назначению автомобили
- Toyota Corolla Verso
- Toyota Gaia
- Toyota Nadia
- Honda Odyssey
- Honda Stream
- Nissan Liberty
- Nissan Tino
- Mazda Premacy
- Opel Zafira
- Renault Scénic